# Турецький Юхим Васильович
Турецький Юхим Васильович — радянський і український звукооператор Одеської кіностудії.

## Біографічні відомості
Народ. 19 вересня 1948 р. в родині робітника.
Закінчив Ленінградський інститут кіноінженерів (1975).
Член Національної Спілки кінематографістів України.
Працював на картинах режисера Кіри Муратової.

## Фільмографія
Оформив фільми:
- «Весна надії» (1983)
- «За два кроки від „Раю“» (1984)
- «Скарга» (1986)
- «Обранець долі» (1987)
- «Гамбрінус» (1990)
- «Пустеля» (1991, т/ф, 2 с)
- «Екстрасенс» (1992)
- «Ідеальна пара» (1992)
- «Кульгаві увійдуть першими» (1992)
- «Анекдотіада, або Історія Одеси в анекдотах»
- «Народжені вище» (1994)
- «Другорядні люди» (2001)
- «Чеховські мотиви» (2002)
- «Настроювач» (2004, у спаівавт.)
- «Біля річки» (2007)
- «Чарівні історії: Еліксир доброти» (2013) та ін.